# Бейерс, Кристиан
Кристиан Фредерик Бейерс (23 сентября 1869 — 7 или 8 декабря 1914) — трансваальский и южноафриканский военный деятель, генерал, участник Второй англо-бурской войны и один из руководителей антибританского восстания Марица.
Родился в бурской обедневшей фермерской семье в британской Капской колонии; образование получил в гимназии Стелленбос и колледже Виктории, где стал членом команды по регби и получил базовую военную подготовкуу. В 1888 году после завершения обучения переехал в Трансвааль в поисках работы и стал адвокатом-стажёром в Боксбурге, в 1894 году успешно сдав экзамен на право заниматься самостоятельной адвокатской деятельностью и в том же году открыв свою частную практику ; вместе с тем формально он оставался подданным Великобритании и потому не мог быть принят на трансваальскую государственную службу.
Впервые в боевых действиях на стороне трансваальской армии участвовал в 1896 году во время отражения так называемого Рейда Джеймсона, записавшись в войска как доброволец и выразив готовность воевать против англичан; за это в 1897 году получил трансваальское гражданство и право заниматься политикой. Участвовал во Второй англо-бурской войне: был призван в войска в звании рядового, в марте 1900 года получив звание вельдкорнета (второе по старшинству в трансваальской армии), и в последующие месяцы неоднократно проявил храбрость на поле боя, обратив на себя внимание генерала Луиса Боты, ввиду чего уже в сентябре того же года он получил звание ассистент-генерала. В 1900—1902 годах Бейерс возглавлял отряд коммандос и был одним из самых известных партизанских командиров буров. В мае 1902 года был председателем бурской делегации на переговорах о заключении мира с англичанами.
После окончания войны вернулся к работе юриста, переехав в Преторию. В 1905 году, спустя год после основания бурской партии «Het Volk», стал членом её главного комитета; считался третьим по влиянию среди буров деятелем в колонии Трансвааль после Луиса Боты и Яна Смэтса и неоднократно выступал с патриотических и антибританских позиций. После создания в 1907 году ответственного правительства колонии Трансвааль стал спикером нижней палаты её парламента, завоевав уважение англоговорящего населения колонии благодаря своей терпимости и одновременно твёрдости. В 1910 году, когда Луис Бота стал премьер-министром новосозданного доминиона Южно-Африканский Союз, он выдвинул кандидатуру Бейерса, бывшего на тот момент депутатом парламента, на пост спикера его верхней палаты, однако она не была поддержана делегатами из Капской и Оранжевой колоний. 1 июля 1912 года Бейерс, вышедший в отставку с парламентской работы, получил звание капитана только что сформированных на тот момент гражданских сил обороны ЮАС и в этом статусе тогда же посетил с целью пополнения своего военного опыта Германию, Нидерланды и Швейцарию, где на манёврах общался с германским кайзером Вильгельмом. Вернувшись в декабре 1912 года в Южную Африку, он создал так называемые «силы активных граждан», использовавшиеся в январе 1914 года для подавления рабочих восстаний. В 1913 году был повышен до командант-генерала.
После начала Первой мировой войны и вступления в неё ЮАС на стороне Антанты встал фактически в открытую оппозицию правительству Боты. На протяжении некоторого времени он лишь высказывал свои взгляды, однако после мобилизации Союзных сил обороны ЮАС для вторжения в Германскую Юго-Западную Африку, против которого категорически выступало большинство проживавших в доминионе буров, уже готовившихся к восстанию, Бейерс 15 сентября 1914 года заявил о своей отставке с должности командант-генерала, написав соответствующее письмо Смэтсу, занимавшему тогда пост военного министра доминиона, и открыто опубликовав его в антиправительственном издании партии «Het Volk», печатавшемся на языке африкаанс. В этом послании Бейерс заявил, что никогда не поддерживал идею вторжения в немецкую колонию и что его точку зрения разделяет большинство буров — жителей доминиона; Смэтс в ответном письме принял его отставку и обвинил в государственной измене, отметив, что война является «проверкой лояльности» буров и данного ими после поражения во Второй англо-бурской войне обещания верности англичанам. 
Через месяц, в октябре, Бейерс стал одним из руководителей начавшегося в ЮАС восстания Марица, довольно быстро подавленного верными правительству и англичанам войсками под командованием Боты, возглавляя в нём отряд коммандос. После поражений под Кингсвудом, Груисдрифтом и Верхельзагтом он с верными ему солдатами, коих осталось всего 32 человека, был вынужден отступить к реке Вааль. 7 (по другим данным — 8) декабря 1914 года, спасаясь от преследовавших его солдат, утонул при попытке переплыть эту реку; его тело было обнаружено два дня спустя.